# 天然理心流
天然理心流（てんねんりしんりゅう）とは、日本の古武道の流派。剣術、居合術、小具足術（小太刀術）を含み、その他柔術、棒術（棍法と称する）も伝えた総合武術である。

## 概要
江戸時代後期の剣客近藤内蔵之助が寛政年間（1789年 - 1801年）頃に創始した流派で、古武道としては比較的新しい。
剣術と居合は鹿島神道流（鹿島新當流）、柔術や小具足術、棒術は竹内流の系統である。門弟は剣術、柔術を別に学ぶ事が出来たようである。（つまり、剣術のみの皆伝、柔術のみの皆伝などもあったという事である）。棍法では、棒、半棒、中段の三種類の長さの棒を使った。なお、二代近藤三助や三代増田蔵六の出した伝書の表書きが『天然理心流棍法』になっているが、伝書の中では『棒』『半棒』と書かれており、棒、半棒、中段の技術を総称して棍法と呼んだようである。また棍法ではなく天然理心流棒術として伝えた系統もある。
技量に応じて入門から切紙、目録、中極位目録、免許、指南免許、印可と進み、指南免許を得ると独立し門人を集め道場を開く事が出来た。但し指導自体は免許等を得た時点で行われていたようである。
幕末期に近藤家四代目（試衛館）の近藤勇が新選組を結成した事で知名度を上げた。また、日野の名主の新選組後援者、甲陽鎮撫隊の佐藤彦五郎が学んだことも確認できる。

## 歴史

### 初代及び二代
開祖近藤内蔵之助は遠江国出身といわれ、江戸に道場を構えたが、近隣の農村へ出向き指導したため、門下生の数は大変多くなった。二代目を近藤三助が継ぎ、江戸はもとより、現在の多摩地域や埼玉、神奈川まで広範囲に普及した。近藤内蔵之助には近藤三助以外の高弟に小幡万兵衛、主に柔術を伝承した戸田角内がいる。

### 近藤三助以降
二代目の近藤三助は、天然理心流の最後の免状である指南免許や印可を誰にも与えず46歳で早世した。そのため決まった後継者がいなかった。免許までを受けていた高弟たちは、その後天然理心流を各地で教授する事となった。また近藤三助の高弟の一部は、初代近藤内蔵之助の高弟である小幡万兵衛に改めて指導を仰ぎ、指南免許を受ける事となる。
各地で天然理心流を教授した近藤三助の高弟には以下のような人物がいる。
- 漆原権左衛門
- 桑原永助 - 漆原と同じく、三助の死後、小幡万兵衛より指南免許を受けたと言われる。
- 島崎周助 - 後の近藤周助。剣術免許。
- 増田蔵六 - 八王子千人同心。近藤三助門下の中で実力随一といわれ、剣術、柔術、棒術の免許を受ける。戸吹および八王子近辺にて多くの弟子を育てる。指南免許は小幡万兵衛より受けた。明治4年没。
- 松崎正作及び松崎和多五郎

幕末期に近藤周助の養子である近藤家四代目近藤勇が京都で新選組を結成した事で知名度を上げた。また、桑原永助門弟の小野田東市が講武所剣術師範に採用されている。

### 明治維新以降

#### 近藤家の系統
天然理心流は、師から口伝や免状を受ける事によって伝承するが、前宗家から免状を受けたのは四代目の近藤勇までである。近藤家五代目は近藤勇の婿養子である近藤勇五郎が継承し、1876年（明治9年）に撥雲館道場を開いた。
現在伝わる天然理心流の会派では、近藤勇五郎は、その当時存命であった多摩在住の師範より天然理心流を学んだとされている。ただし、現在の研究者間ではこの伝承には疑問が呈されている。現在残っている記録から、近藤勇五郎は天然理心流の形稽古はほとんど行わず、おもに竹刀稽古（撃剣）を行っていた事がわかっている。
近藤勇五郎の撥雲館道場に通っていたという（撥雲館の正式な門人ではなく三鷹の剣友会の所属であり、たまに撥雲館に来ていただけに過ぎないとも言われる）加藤伊助の系統は現在5派に分かれている。その内、門人会を主宰する平井正人と、近藤勇の生家である宮川家子孫で勇武館を主宰する宮川清蔵がともに近藤系宗家を名乗っている。また、同系の荒川治が剣究会を、中島陽子が撥雲会をそれぞれ主宰している。

#### 近藤家以外の系統
近藤家以外の多くの天然理心流の系統が、関東各地で第二次大戦前まで稽古されていたことが記録に残っている。例として昭和初期の古武道演武会には天然理心流の師範が出場した記録がある。
松崎和多五郎の系統は戦後も稽古が行われており、天然理心流最後の指南免許師範と思われる小谷田洞水（明治8年～昭和30年代初頭）や昭和中頃に天然理心流保存会を結成した松崎幸三郎（昭和61年没、松崎和多五郎の孫）などを輩出していた。
また、埼玉県浅羽村（埼玉県坂戸市浅羽）では戦前まで木下家水月館で、剣術の全伝の伝承がおこなわれていた記録が残っている。この系統は、二代目近藤三助の弟子、桑原永助の弟子、横田右馬助（？～明治24年）の系統である。
現在活動している会派としては、松崎和多五郎から井上才市へ伝承された天然理心流剣術の全伝を伝える心武館を大塚篤が主宰している。また、同系の高鳥天真が試衛館を主宰している。

#### 祭りの棒術
現在、東京都近辺の祭りで行われる棒術（棒の手）には天然理心流の棒術と伝承されるものがいくつかある。その多くは芸能化しており、武術としての棒術とは内容が変化しているが、中には記録に残る江戸時代の天然理心流棒術とほぼ同じ内容を伝えるものも存在する。

## 伝系図
天然理心流の歴代の伝系図は 天然理心流伝系図 に詳しい。

### 近藤家の伝承
- 初代 近藤内蔵之助 長裕
- 二代目 近藤三助 方昌
- 三代目 近藤周助 邦武（近藤勇の宗家四代目就任後、通称を周斎と改める）
- 四代目 近藤勇 昌宜
- 五代目 沖田総司（塾頭）

　　　　近藤勇五郎 信休（撥雲館道場を開く）
- 六代目 桜井金八 義祐
- 七代目 近藤新吉 正行
- 八代目 加藤伊助 修勇
- 九代目 宮川清蔵 勇武
- 九代目 平井泰輔
- 十代目 平井正人

### その他の系統
- 初代 近藤内蔵之助 長裕
- 二代目 近藤三助 方昌

二代目より多くの師範の系統に分かれる。

#### 松崎系
- 三代目　松崎正作
- 四代目　松崎和多五郎
- 五代目　楠正重
- 六代目　小谷田洞水
- 不明　　松崎幸三郎（松崎和多五郎の孫）
- 心武館　井上才市（松崎和多五郎門弟）